# Lancea
Lancea, malen biljni rod trajnica (geofiti s rizomima) iz porodice Mazaceae, čini dio reda medićolike. Rod se od Himalaja širi na istok do Kine i na sjever do Mongolije. Opuisan je u Hooker's J. Bot. Kew Gard. Misc. 1857. 

## Opis
Lanceje su maleno bilje: L. hirsuta, visine 4-8 cm. Raste po travnjacima, planinskim padinama, šumskom tlu; 3700-4100 m. SZ Sichuan, SZ Yunnan.; L. tibetica, 3-7(-15) cm visine, travnjaci, rijetke šume, uz potoke; 2000-4500 m. Gansu, Qinghai, Sichuan, Xizang ili Tibet, Yunnan, Butan, Indija, Mongolija, Sikkim. 

## Vrste
1. Lancea hirsuta Bonati
2. Lancea tibetica Hook.f. & Thomson; tipična vrsta